# Filbert Street
Filbert Street (oficiálním názvem znám jako City Business Stadium) je dnes již zaniklý fotbalový stadion, který se nacházel v anglickém Leicesteru. Stadion byl po celou dobu jeho existence domovem ligového klubu Leicester City FC. Oficiální název "City Business Stadium" stadion obdržel na počátku 90. let 20. století. Stadion měl v posledních letech maximální kapacitu 22 000 diváků.
Počátky výstavby stadionu souvisí s profesionalizací místního fotbalového klubu Leicester Fosse, který potřeboval stadion vhodný k odehrání profesionálním zápasům. Postaven byl v roce 1891. Nejvyšší návštěva byla na stadionu zaznamenána 18. února 1928, kdy zápas proti Tottenhamu Hotspur navštívilo 47 298 diváků. Za druhé světové války byla hlavní tribuna těžce poškozena leteckou pumou, opravena byla až v roce 1949.
V devadesátých letech bylo mnoho plánu na rozšíření stadionu, ale ani jeden nebyl zrealizován. Místo toho se rozhodlo o stavbě nového stadionu. Ten byl pod sponzorským názvem King Power Stadium otevřen v roce 2002. V březnu téhož roku byl starý stadion prodán developerské firmě za 3,75 miliónu liber. Poslední zápas byl na starém stadionu odehrán proti Tottenhamu Hotspur, domácí v něm zvítězili 2:1. Demolice byla započata v březnu 2003. Dnes na jeho místě stojí řada obytných objektů.